# Sergios und Bakchos

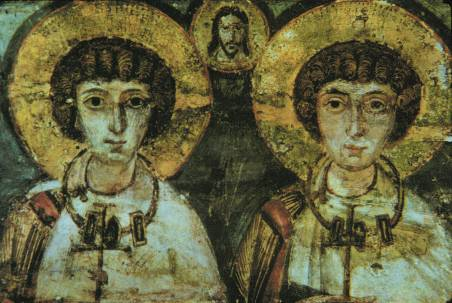
Bakchos und Sergios auf einer Ikone aus dem 7. Jahrhundert

Sergios und Bakchos, auch Sergius und Bacchus (altgriechisch Σέργιος και Βάκχος, † um 303 in Resafa, Syrien) waren frühchristliche Märtyrer, die als Heilige verehrt werden.
Der Legende nach waren sie Offiziere einer römischen Grenztruppe. Wegen seines Glaubens wurde Bakchos zu Tode gepeitscht. Sergios überlebte die Folterungen und soll enthauptet worden sein.

## Verehrung
Ihr Gedenktag ist der 7. Oktober.
Vor allem Sergios wurde im Byzantinischen Reich sehr verehrt. Bereits im 4. Jahrhundert wurde in Kairo zur Ehre der beiden Heiligen eine Kirche errichtet, die im 8. Jahrhundert zerstört und um 1000 wieder aufgebaut wurde.
Über dem Grab der Märtyrer in Resafa wurde eine große Kirche errichtet, die Ziel von Wallfahrten war. Daher wurde die Stadt später Sergiopolis oder Sergiupolis (deutsch: Stadt des Sergios) genannt. Von diesem Gotteshaus sind nur mehr Ruinen erhalten.

Plan der Rundkirche in Konstantinopel

Justinian I. ließ 527 für beide Heiligen in Konstantinopel eine Rundkirche, die Sergios- und Bakchos-Kirche errichten, die wahrscheinlich Vorbild für die Kirche San Vitale in Ravenna war. Auch in Rom, Dubrovnik, Tours und im Kloster Weißenburg ist die Verehrung der beiden Heiligen bezeugt.
Die um 1739–1740 erbaute Pfarrkirche von Kreuzebra im thüringischen Eichsfeld hat die beiden Märtyrer als Patrone.

## Verwechslungsmöglichkeit mit Sergios Stratelates
Nicht verwechselt werden sollte Sergios der Gefährte des Bakchos mit Sergios Stratelates (Sarkis der Heerführer, griechisch Σέργιος στρατηλάτης, armenisch Սարգիս Զորավար Sarkis Zoravar), der 362 oder 363 den Märtyrertod fand und vor allem in Armenien verehrt wird. Zu den ihm geweihten Kathedralen der Armenischen Apostolischen Kirche gehören die Sankt-Sarkis-Kathedrale in Jerewan, die Sankt-Sarkis-Kathedrale in Teheran und die Sankt-Sarkis-Kathedrale in Damaskus.

## Debatte
Der US-Historiker und LGBT-Aktivist John Boswell (1947–1994) hat deren Beziehung zueinander in seinem kontrovers diskutierten zweiten Hauptwerk The Marriage of Likeness als Beleg dafür gedeutet, dass die katholische Kirche gleichgeschlechtlichen Beziehungen nicht immer feindselig gegenübergestanden hätte. Der auch ins Lateinische übersetzte Ritus der Adelphopoiesis (griechisch „Brüdermachen“), mit dem die orthodoxe Kirche die Liebe zweier Männer segnete und sie für immer aneinanderband, sei nach dem Vorbild männlicher Heiligenpaare wie Sergius und Bacchus angelehnt. Boswell verstand diese Institution als eine Art christlichen Vorläufer der gleichgeschlechtlichen Ehe, wie sie heute von vielen christlichen Konfessionen abgelehnt wird. Andere Historiker wie David Woods, Robin Darling Young, und Brent Shaw widersprechen dieser Ansicht und stellen Boswells Methodik und Schlüsse in Frage.